# Nikep (Maryland)
Nikep es un lugar designado por el censo ubicado en el condado de Allegany en el estado estadounidense de Maryland. En el Censo de 2010 tenía una población de 116 habitantes y una densidad poblacional de 298,59 personas por km².

## Geografía
Nikep se encuentra ubicado en las coordenadas 39°33′6″N 78°59′52″O / 39.55167, -78.99778. Según la Oficina del Censo de los Estados Unidos, Nikep tiene una superficie total de 0.39 km², de la cual 0.39 km² corresponden a tierra firme y (0%) 0 km² es agua.

## Demografía
Según el censo de 2010, había 116 personas residiendo en Nikep. La densidad de población era de 298,59 hab./km². De los 116 habitantes, Nikep estaba compuesto por el 96.55% blancos, el 0% eran afroamericanos, el 0% eran amerindios, el 0% eran asiáticos, el 0.86% eran isleños del Pacífico, el 0% eran de otras razas y el 2.59% pertenecían a dos o más razas. Del total de la población el 0% eran hispanos o latinos de cualquier raza.